# Почековина
Почековина је насеље у Србији у општини Трстеник у Расинском округу. Према попису из 2022. било је 647 становника (према попису из 1991. било је 983 становника).
Овде се налазе Запис крушка у Великом пољу (Почековина), Запис храст код трафоа - стари (Почековина), Запис храст код трафоа - млади (Почековина), Запис храст на гробљу (Почековина).

## Демографија
У насељу Почековина живи 694 пунолетна становника, а просечна старост становништва износи 43,8 година (42,2 код мушкараца и 45,5 код жена). У насељу има 259 домаћинстава, а просечан број чланова по домаћинству је 3,24.
Ово насеље је великим делом насељено Србима (према попису из 2002. године).
|  |

| Демографија | Демографија | Демографија |
| Година      | Становника  | Становника  |
| ----------- | ----------- | ----------- |
| 1948.       | 887         |             |
| 1953.       | 970         |             |
| 1961.       | 1.015       |             |
| 1971.       | 1.041       |             |
| 1981.       | 920         |             |
| 1991.       | 983         | 954         |
| 2002.       | 838         | 923         |

| Етнички састав према попису из 2002.‍ | Етнички састав према попису из 2002.‍ | Етнички састав према попису из 2002.‍ | Етнички састав према попису из 2002.‍ | Етнички састав према попису из 2002.‍ |
| ------------------------------------ | ------------------------------------ | ------------------------------------ | ------------------------------------ | ------------------------------------ |
|                                      |                                      |                                      |                                      |                                      |
| Срби                                 | Срби                                 |                                      | 833                                  | 99,40%                               |
| Хрвати                               | Хрвати                               |                                      | 2                                    | 0,23%                                |
| Словаци                              | Словаци                              |                                      | 1                                    | 0,11%                                |
| Мађари                               | Мађари                               |                                      | 1                                    | 0,11%                                |
| Бугари                               | Бугари                               |                                      | 1                                    | 0,11%                                |
| непознато                            | непознато                            |                                      | 0                                    | 0,0%                                 |

| Година пописа     | 1948. | 1953. | 1961. | 1971. | 1981. | 1991. | 2002. |
| ----------------- | ----- | ----- | ----- | ----- | ----- | ----- | ----- |
| Број домаћинстава | 165   | 181   | 222   | 256   | 217   | 234   | 259   |

| Број чланова      | 1  | 2  | 3  | 4  | 5  | 6  | 7 | 8 | 9 | 10 и више | Просек |
| ----------------- | -- | -- | -- | -- | -- | -- | - | - | - | --------- | ------ |
| Број домаћинстава | 56 | 61 | 43 | 37 | 24 | 21 | 8 | 5 | 2 | 2         | 3,24   |

| Пол    | Укупно | Неожењен/Неудата | Ожењен/Удата | Удовац/Удовица | Разведен/Разведена | Непознато |
| ------ | ------ | ---------------- | ------------ | -------------- | ------------------ | --------- |
| Мушки  | 357    | 89               | 236          | 24             | 7                  | 1         |
| Женски | 361    | 44               | 238          | 71             | 8                  | 0         |
| УКУПНО | 718    | 133              | 474          | 95             | 15                 | 1         |

| Пол    | Укупно                    | Пољопривреда, лов и шумарство | Рибарство                            | Вађење руде и камена | Прерађивачка индустрија       |
| ------ | ------------------------- | ----------------------------- | ------------------------------------ | -------------------- | ----------------------------- |
| Мушки  | 203                       | 103                           | 0                                    | 0                    | 46                            |
| Женски | 156                       | 92                            | 0                                    | 0                    | 35                            |
| УКУПНО | 359                       | 195                           | 0                                    | 0                    | 81                            |
| Пол    | Производња и снабдевање   | Грађевинарство                | Трговина                             | Хотели и ресторани   | Саобраћај, складиштење и везе |
| Мушки  | 6                         | 1                             | 11                                   | 2                    | 4                             |
| Женски | 1                         | 1                             | 5                                    | 6                    | 3                             |
| УКУПНО | 7                         | 2                             | 16                                   | 8                    | 7                             |
| Пол    | Финансијско посредовање   | Некретнине                    | Државна управа и одбрана             | Образовање           | Здравствени и социјални рад   |
| Мушки  | 5                         | 11                            | 6                                    | 1                    | 3                             |
| Женски | 1                         | 2                             | 1                                    | 2                    | 6                             |
| УКУПНО | 6                         | 13                            | 7                                    | 3                    | 9                             |
| Пол    | Остале услужне активности | Приватна домаћинства          | Екстериторијалне организације и тела | Непознато            | Непознато                     |
| Мушки  | 2                         | 0                             | 0                                    | 2                    | 2                             |
| Женски | 1                         | 0                             | 0                                    | 0                    | 0                             |
| УКУПНО | 3                         | 0                             | 0                                    | 2                    | 2                             |